# Agha Muhammad Yahya Khan

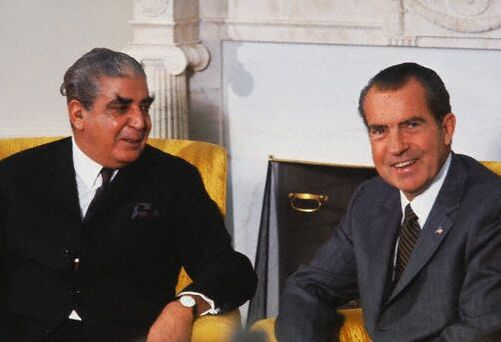
Yahya Khan im Gespräch mit dem US-amerikanischen Präsidenten Richard Nixon im August 1969

Agha Muhammad Yahya Khan (Urdu آغا محمد یحییٰ خان; * 4. Februar 1917 in Chakwal, nahe Peschawar, damals Britisch-Indien; † 8. August 1980 in Rawalpindi, Pakistan) war ein pakistanischer General und Staatspräsident. Er stammte aus einer Familie von schiitischen Kisilbaschen, die ihre Abstammung auf Nadir Schah zurückführen.

## Leben
Yahya Khan studierte an der University of the Punjab und absolvierte die indische Militärakademie in Dehradun, der heutigen Hauptstadt des indischen Bundesstaates Uttarakhand. Im Zweiten Weltkrieg diente er als Offizier in einem Baluchi Regiment im Nahen Osten und in Italien, wo er nur knapp der Gefangenschaft durch die Deutschen entging.
Nach der Gründung Pakistans 1947 organisierte er die Pakistanische Kriegsakademie (Pakistan Staff College). Nach dem zweiten Indisch-Pakistanischen Krieg wurde er mit 34 Jahren Pakistans jüngster Brigadegeneral und im Alter von 40 Jahren auch der jüngste General. 1951 übernahm er die 106. Infanteriebrigade, die an der Waffenstillstandslinie des ersten indisch-pakistanischen Krieges in Kaschmir lag. Danach – 1954–57 – war Yahya Khan stellvertretender Generalstabschef der Planungsabteilung der pakistanischen Armee mit der Aufgabe, die Streitkräfte zu modernisieren. In den Jahren 1958–1962 war er Chef des Generalstabes und danach – bis zum zweiten indisch-pakistanischen Krieg – kommandierte er eine Infanteriedivision. Unmittelbar nach diesem Krieg wurde er zum Generalleutnant befördert und im März 1966 von Präsident Ayub Khan zum Oberbefehlshaber der Armee ernannt.

## Staatspräsident
Am 25. März 1969 trat Yahya Khan die Nachfolge des zurückgetretenen pakistanischen Präsidenten General Ayub Khan an, der mit den politischen Schwierigkeiten des Landes nicht mehr fertiggeworden war. Damit erbte er ein zwei Jahrzehnte altes Problem ethnischer Rivalitäten zwischen der von Panjabern, Paschtunen und Muhadschirs dominierten Westprovinz und der ethnisch bengalischen Ostprovinz. Außerdem erbte er das elf Jahre alte Problem, aus einer Einmannherrschaft ein demokratisches Regime zu machen.
Zwar hatte der Armeechef das Potential und die Qualifikationen hierfür, doch die gleichzeitige Rolle als Amtsverwalter des Landes und Entwerfer einer provisorischen Verfassung, sowie die Lösung der Frage der Einheitsprovinzen und der Befriedigung des Gefühls der Ausbeutung und Diskriminierung der ostpakistanischen Bengalen überforderten ihn. Zwar ging er die Probleme zügig an, doch kamen alle Maßnahmen zu spät und trugen nur zu weiterer Entfremdung der beiden Landesteile – West- und Ostpakistan – bei.
Innenpolitische Schwierigkeiten und das Erstarken der Awami-Liga in Ostpakistan unter Sheikh Mujibur Rahman führten zu einer zunehmenden Radikalisierung und in der Folge zum dritten Indisch-Pakistanischen Krieg, in dem die pakistanischen Streitkräfte in Ostpakistan vernichtend geschlagen wurden. In der Folge erklärte Ostpakistan unter dem Namen Bangladesch seine Unabhängigkeit.

## Rücktritt
Dies führte am 20. Dezember 1971 zum erzwungenen Rücktritt Yahya Khans von seinem Amt als Staatspräsident und der Übernahme des Amtes durch den damaligen pakistanischen Außenminister Zulfikar Ali Bhutto, der ihn unter Hausarrest stellte. Kurz darauf wurde Yahya Khan durch einen Schlaganfall gelähmt und spielte in der Folge keine weitere Rolle in Pakistans Politik. Er starb am 10. August 1980 in Rawalpindi.